# Daniel Shays

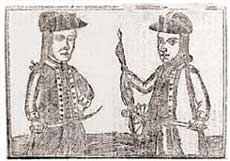
Grabado mostrando a Daniel Shays (izq.) y Job Shattuck.

Daniel Shays (1747 - 29 de septiembre de 1825) fue un capitán en la Guerra de Independencia de los Estados Unidos. Es conocido por liderar la Rebelión de Shays de campesinos contra el gobierno estatal de Massachusetts entre 1786 y 1787, antes de la formación de los Estados Unidos bajo un único gobierno federal. Muchos historiadores consideran que la rebelión demostró la debilidad de la Confederación de las Trece Excolonias, y por ende contribuyó en el abandono de los Artículos de la Confederación, en la adopción de la Constitución de los Estados Unidos y en la creación del Gobierno Federal de los Estados Unidos.
Se cree que nació en Hopkinton Massachusetts, hijo de Patrick Shays y Margaret Dempsey. Se casó con Abigail Gilbert el 18 de julio de 1772 en Brookfield Massachusetts. En 1777 fue nombrado capitán del 5.º Regimiento de Massachusetts, y participó en la Batalla de Bunker Hill y en la Batalla de Saratoga, entre otras. Su hoja de servicios era notable, y recibió del Marqués de La Fayette una espada en una ceremonia al finalizar la guerra, debido a su servicio distinguido.
Después de renunciar al ejército en 1780, Shays se retiró a Massachusetts, donde se desempeñó en posiciones gubernamentales locales. Después de que la calidad de vida de los estadounidenses cayera en 1786, Shays lideró a un grupo de 800 granjeros en una rebelión, y se enfrentó a una unidad de milicia privada, de aproximadamente del mismo tamaño, en Springfield, Massachusetts, el 26 de septiembre. Como resultado, cuatro hombres murieron, y otro más resultaron heridos. La causa directa de la rebelión fue un intento de evitar que la Corte Suprema Judicial de Massachusetts emitiera penas contra varios granjeros endeudados.
Después de varias escaramuzas con los rebeldes, las fuerzas gubernamentales derrotaron a los hombres de Shays el 2 de febrero de 1787. Shays huyó a la vecina República de Vermont, pero fue condenado a muerte en ausencia por traición.
En febrero de 1788, Shays pidió una amnistía al gobernador de Massachusetts, John Hancock, quien se la concedió. Entonces Shays se mudó al Estado de Nueva York.
Desde entonces, Shays recibió una pensión mensual de 20 dólares por sus servicios durante la Guerra de Independencia. Shays nunca mostró arrepentimiento por la rebelión, ya que aseguró que la inició por los mismos principios que lo llevaron a luchar en la Guerra de Independencia.
Shays murió en la pobreza en el Estado de Nueva York, donde fue enterrado.
Como nunca permitió que se le hiciera un retrato, no se sabe cómo lucía.
- Datos: Q1162700
- Multimedia: Daniel Shays / Q1162700